# 啃咬

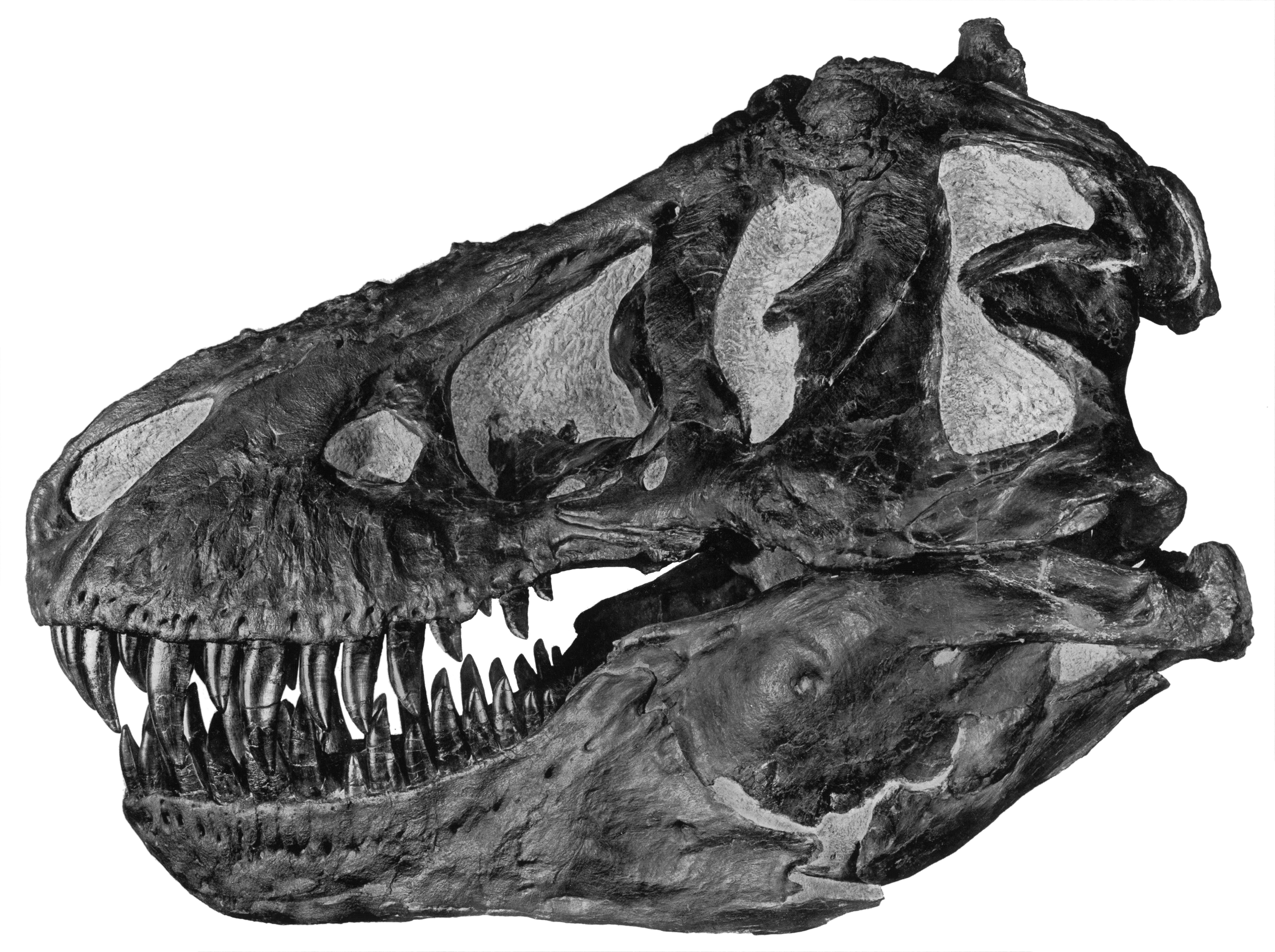
霸王龙（Tyrannosaurus rex）有着陆生动物历史上最强的咬合力

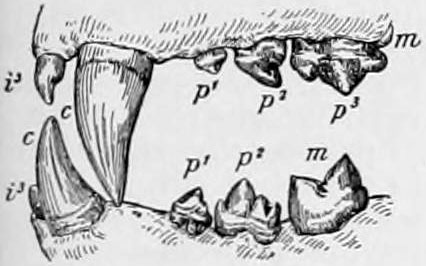
狮子的牙齿，包括前方的犬齿、中间的裂齿和后方的臼齿

啃咬（biting）是动物中常见的一种行为，指用颚部的主动用力闭合夹击其它物体。在啃咬过程中，咀嚼肌中肌纤维的收缩会产生拉力施加在颚部的颌骨关节上，先让颚部张开，等目标物体出于上下颌之间后再迅速闭合颚部产生夹击。如果颌骨上长有较为坚硬的牙齿，则可以通过足够大的咬合力穿透目标物体的表面，达到切割、撕裂或砸碎的作用。啃咬行为在有牙齿的有颌动物（比如哺乳动物、爬行动物、两栖动物和一些掠食性鱼类）中十分常见，但是鸟类和一些有特殊口器的无脊椎动物（比如节肢动物和头足类软体动物）也会展现明显的啃咬行为。动物的咬合技能可以用来完成进食、捕猎、打斗、筑巢、搬运、养幼甚至社交等一系列行为，是宏观生物重要的生存技能。
在汉语中，“咬”一般指快速且较有冲击力的闭颚行为；“啃”则指较慢但压力更大、或重复性的咬合；而力量较轻、主要用来搬运物体的咬合通常称作“叼”。许多节肢动物口器造成的伤害在口语中也被称为“咬”，但其实大部分是穿刺型伤害，准确来说应称为“叮”。
啃咬对目标生物体组织造成的创伤统称咬伤，根据牙齿形态和咬合力的不同可以产生贯穿伤、撕裂伤、瘀伤、骨折等不同形态的伤口，使得被咬者遭受流血、感染、传染病、神经受损、中毒、截肢、瘫痪残疾甚至死亡等恶性后果。在人类社会，最常见的来自动物的咬伤是犬类咬伤，其次是猫咬伤和猴子咬伤，此外广为大众所知的是蛇咬伤和鲨鱼袭击。

## 参照
1. ↑  .   [2014-03-13]. （原始内容存档于2014-03-29）.
2. ↑  Ferrara, T.L.; Clausen, P.; Huber, D.R.; McHenry, C.R.; Peddemors, V.; Wroe, S. . Journal of Biomechanics. 2011, 44 (3): 430–435. PMID 21129747. doi:10.1016/j.jbiomech.2010.09.028.
3. ↑  Müller-Schwarze, Dietland. . . Cornell University Press. 2011: 11–8  [2022-06-29]. ISBN 978-0-8014-6086-9. （原始内容存档于2018-12-26）.
4. ↑  Nguyen, Vienny; Lilly, Blaine; Castro, Carlos. . Journal of Biomechanics. 2014, 47 (2): 497–504  [February 11, 2014]. PMID 24287400. doi:10.1016/j.jbiomech.2013.10.053. （原始内容存档于2022-03-23）.
5. ↑  Drees, Bastiaan M.  (PDF). Texas A&M University. December 2002  [2022-06-29]. （原始内容存档 (PDF)于2022-01-20）.
6. ↑  "Mosquito Bites" （页面存档备份，存于）, Mayo Clinic, accessed June 28, 2019
7. ↑  "Tickborne Diseases of the United States" （页面存档备份，存于）, The Center for Disease Control, accessed June 28, 2019
8. ↑  Braitberg, G.; Segal, L. . Australian Family Physician. 2009, 38 (11): 862–7  [2018-11-19]. PMID 19893831. （原始内容存档于2010-01-07）.
9. ↑  Harris, J. B.; Goonetilleke, A. . Journal of Neurology, Neurosurgery & Psychiatry. 2004, 75: iii40–iii46. PMC 1765666 . PMID 15316044. doi:10.1136/jnnp.2004.045724.
10. ↑  "Workplace Safety & Health Topics Venomous Spiders". cdc.gov. February 24, 2012. Retrieved 28 October 2018
11. ↑  Cherry, James. . Philadelphia, PA: Elsevier/Saunders. 2014. ISBN 978-1-4557-1177-2; Access provided by the University of Pittsburgh
12. ↑  Kenneth M. Phillips. . 2009-12-27  [2010-08-06]. （原始内容存档于2010-09-21）.